# Dinjiška
Dinjiška este o arie protejată (sit de importanță comunitară — SCI) din Croația întinsă pe o suprafață de 135,53 ha, integral pe uscat.

## Localizare
Centrul sitului Dinjiška este situat la coordonatele 44°22′08″N 15°09′31″E / 44.368908°N 15.158619°E.

## Înființare
Situl Dinjiška a fost declarat sit de importanță comunitară în iulie 2013 pentru a proteja un număr necunoscut de specii din flora spontană și fauna sălbatică aflate în arealul zonei.

## Biodiversitate
Situată în ecoregiunea mediteraneană, aria protejată conține 3 habitate naturale: Grohotișuri est-mediteraneene, Pajiști umede mediteraneene cu ierburi înalte de Molinio-Holoschoenion, Pășuni mediteraneene udate de apa mării (Juncetalia maritimi).
La baza desemnării sitului se află un număr nedeclarat de specii protejate.
Pe lângă speciile protejate, pe teritoriul sitului au mai fost identificate 3 specii de plante.